# El Paso Golf Classic
De El Paso Golf Classic was een golftoernooi op de Futures Tour van 2002-2008. Het werd eind april of begin mei gespeeld op  het Underwood Golf Complex in El Paso (Texas).
In 2003 werd International Outsourcing Services (IOS) naamsponsor. Nadat zij in 2007 bij een schandaal betrokken waren en elf werknemers veroordeeld waren, werd IOS als titelsponsor geschrapt. Het toernooi vond daarna nog maar één keer plaats.

## Winnaressen
Het toernooi bestond uit drie rondes van 18 holes.
| Jaar                         | Winnares                     | Score                        | Score                        | Prijzengeld                  | 1ste prijs                   |
| El Paso FUTURES Golf Classic | El Paso FUTURES Golf Classic | El Paso FUTURES Golf Classic | El Paso FUTURES Golf Classic | El Paso FUTURES Golf Classic | El Paso FUTURES Golf Classic |
| ---------------------------- | ---------------------------- | ---------------------------- | ---------------------------- | ---------------------------- | ---------------------------- |
| 2002                         | Joellyn Erdmann              | 204                          | −12                          | $ 70.000                     | $ 9.800                      |
| IOS Golf Classic             |                              |                              |                              |                              |                              |
| 2003                         | Vicki Fergon                 | 216                          | par                          | $ 70.000                     | $ 9.800                      |
| 2004                         | Hong Mei Yang                | 205                          | −11                          | $ 70.000                     | $ 9.800                      |
| 2005                         | Kyeong Bae                   | 211                          | −5                           | $ 70.000                     | $ 9.800                      |
| 2006                         | Song-Hee Kim                 | 208                          | −8                           | $ 75.000                     | $ 10.500                     |
| 2007                         | Mo Martin                    | 207                          | −9                           | $ 80.000                     | $ 11.200                     |
| El Paso Golf Classic         |                              |                              |                              |                              |                              |
| 2008                         | Kristina Tucker              | 205                          | −11                          | $ 85.000                     | $ 11.900                     |